# 2006-os angol labdarúgó-ligakupa-döntő
A 2006-os angol labdarúgó-ligakupa-döntő a ligakupa 2005/06-os kiírásának utolsó mérkőzése volt. A mérkőzést 2006. február 26-án rendezték Millennium Stadionban, Cardiffban. A két résztvevő a Manchester United és a Wigan Athletic volt. A United győzött 4-0 arányban, Wayne Rooney két, Cristiano Ronaldo és Louis Saha pedig egy-egy gólt szerzett. A díj átvételekor a Vörös Ördögök játékosai "For You Smudge" feliratú pólókkal emlékeztek Alan Smith-re, aki súlyosan megsérült egy Liverpool elleni FA Kupa-meccsen. A találkozón a Wigan Athletic kapusa, Mike Pollitt vádlisérülést szenvedett.

## A mérkőzés statisztikái
| 2006. február 26. 15:00 GMT | Manchester United                    | 4 – 0       | Wigan Athletic | Millennium Stadion, Cardiff Nézőszám: 66 866 Játékvezető: Alan Wiley (Staffordshire) |
| 2006. február 26. 15:00 GMT | Rooney 33', 61' Saha 55' Ronaldo 59' | Jegyzőkönyv |                | Millennium Stadion, Cardiff Nézőszám: 66 866 Játékvezető: Alan Wiley (Staffordshire) |

| Manchester United | Wigan Athletic |

| MANCHESTER UNITED: |    |                     |  |     |     |
|                    |    |                     |  |     |     |
| GK                 | 19 | Edwin van der Sar   |  |     |     |
| RB                 | 2  | Gary Neville (csk)  |  |     |     |
| CB                 | 6  | Wes Brown           |  | 83' |     |
| CB                 | 5  | Rio Ferdinand       |  |     |     |
| LB                 | 27 | Mikaël Silvestre    |  | 83' |     |
| RM                 | 7  | Cristiano Ronaldo   |  | 60' | 73' |
| CM                 | 22 | John O'Shea         |  |     |     |
| CM                 | 11 | Ryan Giggs          |  |     |     |
| LM                 | 13 | Pak Csiszong        |  |     |     |
| SS                 | 8  | Wayne Rooney        |  |     |     |
| CF                 | 9  | Louis Saha          |  |     |     |
| Cserék:            |    |                     |  |     |     |
| GK                 | 1  | Tim Howard          |  |     |     |
| DF                 | 3  | Patrice Evra        |  | 83' |     |
| DF                 | 15 | Nemanja Vidić       |  | 83' |     |
| MF                 | 23 | Kieran Richardson   |  | 73' |     |
| FW                 | 10 | Ruud van Nistelrooy |  |     |     |
| Edző:              |    |                     |  |     |     |
| Alex Ferguson      |    |                     |  |     |     |

| WIGAN ATHLETIC: |    |                      |  |     |
|                 |    |                      |  |     |
| GK              | 12 | Mike Pollitt         |  | 14' |
| RB              | 2  | Pascal Chimbonda     |  |     |
| CB              | 16 | Arjan de Zeeuw (csk) |  | 45' |
| CB              | 6  | Stéphane Henchoz     |  | 62' |
| LB              | 26 | Leighton Baines      |  |     |
| RM              | 21 | Jimmy Bullard        |  |     |
| CM              | 11 | Graham Kavanagh      |  | 72' |
| CM              | 19 | Paul Scharner        |  |     |
| LM              | 20 | Gary Teale           |  |     |
| CF              | 7  | Henri Camara         |  |     |
| CF              | 30 | Jason Roberts        |  |     |
| Cserék:         |    |                      |  |     |
| GK              | 1  | John Filan           |  | 14' |
| DF              | 4  | Matt Jackson         |  |     |
| MF              | 8  | Andreas Johansson    |  |     |
| MF              | 23 | Reto Ziegler         |  | 72' |
| FW              | 10 | Lee McCulloch        |  | 62' |
| Edző:           |    |                      |  |     |
| Paul Jewell     |    |                      |  |     |

| MÉRKŐZÉS JÁTÉKOSA - Wayne Rooney (Manchester United) | SZABÁLYOK - 90 perces játékidő. - 30 perc hosszabbítás, ha szükséges. - Büntetőpárbaj, ha az állás döntetlen. - Hét nevezett cserejátékos. - Legfeljebb három cserelehetőség. |

## Út a döntőig

### Manchester United
| 3. kör              | Manchester United                                | 4–1 | Barnet               |
| 4. kör              | Manchester United                                | 3–1 | West Bromwich Albion |
| 5. kör              | Birmingham City                                  | 1–3 | Manchester United    |
| Elődöntő (1. mérk.) | Blackburn Rovers                                 | 1–1 | Manchester United    |
| Elődöntő (2. mérk.) | Manchester United                                | 2–1 | Blackburn Rovers     |
|                     | (A Manchester United nyert 3–2-es összesítéssel) |     |                      |

### Wigan Athletic
| 3. kör              | Wigan Athletic                                     | 2–0 | Bournemouth      |
| 4. kör              | Wigan Athletic                                     | 1–0 | Watford          |
| 5. kör              | Wigan Athletic                                     | 2–0 | Bolton Wanderers |
| Elődöntő (1. mérk.) | Wigan Athletic                                     | 1–0 | Arsenal          |
| Elődöntő (2. mérk.) | Arsenal                                            | 2–1 | Wigan Athletic   |
|                     | (A Wigan jutott tovább idegenben lőtt gólja miatt) |     |                  |

## Külső hivatkozások
- A mérkőzés statisztikái a Soccerbase-en

## Fordítás
- Ez a szócikk részben vagy egészben  a(z)   2006 Football League Cup Final című angol Wikipédia-szócikk fordításán alapul.  Az eredeti cikk szerkesztőit annak laptörténete sorolja fel. Ez a jelzés csupán a megfogalmazás eredetét és a szerzői jogokat jelzi, nem szolgál a cikkben szereplő információk forrásmegjelöléseként.